# Idiocerus affinis
Idiocerus affinis är en insektsart som beskrevs av Flor 1861. Idiocerus affinis ingår i släktet Idiocerus och familjen dvärgstritar. Inga underarter finns listade i Catalogue of Life.